# Sonia Backès
Pour les articles homonymes, voir Backes.
Sonia Backès, née Dos Santos le 21 mai 1976 à Nouméa (Nouvelle-Calédonie), est une femme politique et syndicaliste française. Membre du gouvernement de la Nouvelle-Calédonie de 2009 à 2015, elle est par la suite secrétaire d'État chargée de la Citoyenneté à Paris de 2022 à 2023.

## Biographie

### Enfance et formation
Sonia Dos Santos est la petite-fille d’immigrés portugais ayant fui le régime autoritaire de l’Estado Novo dirigé par António de Oliveira Salazar, installés à Nouméa en 1952. Son père est proche des idées de l'anti-indépendantiste néo-calédonien Jacques Lafleur.
Lorsqu'elle a cinq ans, ses parents divorcent et elle part vivre avec sa mère, en métropole, à Vincennes (Val-de-Marne). Sa mère est devenue scientologue. Elle est un temps scolarisée au sein d'un établissement privé scientologue, l'école de l'Éveil, mais, après la fermeture de cette école par l'État, Sonia Backès reprend ses cours dans un collège public mais continue de grandir au sein de la scientologie. En proie à des doutes, une amie l'ayant alertée sur le caractère sectaire de la scientologie, elle est envoyée par sa mère en Angleterre, au manoir de Saint Hill, siège de la scientologie, où on lui enjoint de rompre tout lien avec son père. Elle parvient à s'échapper et rejoint son père en Nouvelle-Calédonie dix jours plus tard. Le Monde met toutefois en doute cette version, citant notamment un échange de textos entre Sonia Backès et sa mère au lendemain de sa nomination au gouvernement semblant démontrer que ce récit était destiné à émouvoir la presse.
Ayant commencé ses études à l'université française du Pacifique à Nouméa puis titulaire d'une maîtrise en mathématiques de l'université de Pau et des pays de l'Adour en 1997, elle obtient un diplôme de recherche technologique (DRT) en informatique de l'université Joseph-Fourier (Grenoble-I) et est ingénieur informatique de l'Institut polytechnique de Grenoble en 2001. Elle adhère au Rassemblement pour la Calédonie dans la République (RPCR, principal parti de la droite anti-indépendantiste qui domine alors la vie politique locale) à dix-huit ans, en 1994,. Elle participe à la campagne des élections provinciales de 2004.
De retour en Nouvelle-Calédonie en 2001, elle intègre la direction des technologies et services de l'information (DTSI) du gouvernement,.

### Carrière
Le 17 août 2006, Sonia Backès est élue présidente de l'UTCFE-CGC.

#### Syndicats
Le 2 septembre 2008, elle quitte la présidence de l'UTCFE-CGC pour se concentrer en politique auprès du Rassemblement.

#### Vie politique
Après son départ du monde syndical, elle rejoint donc le cabinet du Rassemblement-UMP au Congrès de la Nouvelle-Calédonie. Plus particulièrement, elle devient collaboratrice du président de cette assemblée et du parti, Pierre Frogier. Elle intervient, par exemple, dans le processus législatif d'examen du projet de loi du pays sur la protection de l'emploi local et connaît, à ce sujet, une opposition avec le président du gouvernement Harold Martin.
Le 5 juin 2009, Sonia Backès, est élue au sein du gouvernement Gomès,. Elle en est la benjamine, chargée du secteur de l'enseignement et du suivi des questions relatives à l'enseignement supérieur. Au nom de cet exécutif, elle est surtout chargée de gérer une réforme globale des programmes du primaire et la création d'un statut de l'étudiant calédonien à travers une « Maison de l'étudiant ». Elle a également des relations difficiles avec le président du gouvernement Philippe Gomès auquel elle s'oppose régulièrement, comme ses deux collègues du Rassemblement ou les indépendantistes de l'Union calédonienne,,.
Candidate aux élections provinciales du 10 mai 2009, en 12e position sur la liste du Rassemblement-UMP menée par Pierre Frogier dans le Sud, elle y est une des représentantes du mouvement des jeunes de ce parti,. Elle obtient alors son premier mandat de conseillère provinciale ainsi que d'élue du Congrès. Elle n'y siège toutefois que peu de temps, étant rapidement élue au sein du gouvernement.

#### Membre des gouvernements Martin III, IV, V et VI
Entre mars et juin 2011, elle est réélue à quatre reprises au sein des exécutifs successifs désignés durant cette période, les gouvernements Martin III, IV, V et VI. Elle y prend en charge les secteurs du budget, des finances, de la fiscalité, de l'économie numérique et de l'énergie. Elle obtient aussi le suivi des questions relatives à la communication audiovisuelle et au transfert de compétences de l'enseignement ainsi que le poste de porte-parole du gouvernement, tout en conservant la responsabilité de l'enseignement supérieur désormais associé à celui de la recherche,,.
Puis, une fois effectué le transfert des dernières compétences liées à l'enseignement (second degré public, santé scolaire, enseignement privé) à la Nouvelle-Calédonie le 1er janvier 2012, elle abandonne ces secteurs d'animation et de contrôle à Jean-Claude Briault.
Chargée de l'économie numérique, le 15 mars 2011, elle inaugure le premier séminaire de l'Observatoire numérique. Cette institution, parrainée par le gouvernement, est destinée au suivi du développement et des acteurs du numérique. Puis, en tant que porte-parole du gouvernement, elle organise à partir du 3 octobre 2012 une permanence mensuelle auprès du public. Au sujet de la fiscalité, elle défend en 2013 un projet de réforme de l'impôt sur le revenu qui prévoit surtout de modifier les seuils des tranches d'imposition et provoque un conflit avec la présidente de la commission de la fiscalité au Congrès, l'indépendantiste Caroline Machoro, ainsi qu'avec Calédonie ensemble.

#### Secrétaire générale du Rassemblement
Le 21 août 2012, elle est nommée par Pierre Frogier secrétaire générale du Rassemblement-UMP. Avec d'autres personnalités notamment issues de la jeune garde, appelés les « refondateurs » dans les médias locaux, elle incarne alors une ligne radicale critique à l'égard de Pierre Frogier.

#### Création du MPC et de l'UCF
Le 18 février 2013, alors que le Rassemblement-UMP est engagé sur la voie de la scission, son président Pierre Frogier suspend Gaël Yanno, 1er vice-président et porte-parole du parti, et Sonia Backès, secrétaire générale par intérim. La rupture est consommée le 28 mars 2013, lorsque Gaël Yanno et Sonia Backès annoncent la fondation d'un nouveau parti : le Mouvement populaire calédonien (MPC), avec le soutien sur le plan national de Jean-François Copé. Sonia Backès est l'une des huit porte-paroles du mouvement, jusqu'à son congrès fondateur initialement prévu en juin.
Le 31 juillet, Sonia Backès est nommée la secrétaire générale.

#### Candidate de l'UCF aux élections de 2014
Sonia Backès est candidate en 6e position sur la liste « Union pour Nouméa » menée par Gaël Yanno aux élections municipales de mars 2014 à Nouméa. Elle est élue conseillère municipale.
Surtout, elle est choisie en avril 2014 pour être la tête de liste de l'UCF aux élections provinciales du 11 mai suivant dans le Sud. Sa campagne est menée à la droite du camp non-indépendantiste, ne voulant négocier avec les indépendantistes qu'une seule année afin d'organiser le premier référendum sur l'indépendance prévu par l'accord de Nouméa dès 2015. Ils arrivent en troisième position derrière Calédonie ensemble et le Front pour l'unité (FPU, coalition formée autour du Rassemblement), avec 18,14 % des suffrages et 8 élus.
Après le scrutin, elle fait partie des trois négociateurs désignés par l'UCF, avec Gaël Yanno et Isabelle Lafleur, pour arriver à un « contrat de gouvernance » assurant une majorité loyaliste dans les institutions avec leurs anciens adversaires électoraux de Calédonie ensemble et du FPU. Elle prend également la direction du groupe de l'UCF au Congrès. Mais, comme en 2009, étant élue au gouvernement le 5 juin 2014, elle cesse alors de siéger au sein de cette assemblée.

#### Membre des gouvernements Ligeard et Germain I
Fin juin 2014, au sein du 13e gouvernement issu de l'accord de Nouméa et présidé par Cynthia Ligeard, Sonia Backès est chargée du contrôle et de l'animation des secteurs de la protection sociale, de la solidarité, du handicap, de l'agriculture, de l'élevage, de la pêche et de la politique de la famille,. Elle prend également la présidence de l'Agence pour la prévention et l'indemnisation des calamités agricoles ou naturelles en Nouvelle-Calédonie (APICAN). Alors que la Nouvelle-Calédonie est confrontée à une importante sécheresse, elle annonce un plan d'aide aux agriculteurs et aux éleveurs.
Le 31 décembre 2014, elle est réélue membre du 14e gouvernement, mais elle refuse de trancher entre les candidatures de Cynthia Ligeard et Philippe Germain à la présidence, le nouvel exécutif ne pouvant donc rentrer pleinement en fonction. Ceci étant fait avec l'élection de Philippe Germain en avril 2015, elle retrouve alors les mêmes secteurs d'animation et de contrôle que précédemment. Elle se positionne dans l'opposition au sein de ce nouveau gouvernement, comme ses deux collègues issus du Rassemblement.
Finalement, le 9 juillet 2015, de plus en plus opposée à Philippe Germain et intéressée par la perspective de la formation d'un groupe Les Républicains au Congrès, elle annonce sa démission du gouvernement, effective le lendemain,.

#### Présidente du groupe Les Républicains au Congrès
En juillet 2015, redevenue membre du Congrès, elle prend la présidence d'un groupe de 10 conseillers baptisé « Les Républicains ». Celui-ci réunit l'ancien FPU (et donc surtout Le Rassemblement) à des dissidents de l'UCF, dont Backès,. Dans le même temps, elle démissionne de son poste de secrétaire générale du MPC, tout en restant adhérente de ce parti.

#### Candidate aux élections législatives de 2017
Le 11 juin 2017, au premier tour des législatives, elle obtient 17,27 % des suffrages, derrière Philippe Dunoyer et devant Gaël Yanno,. Elle est battue au second tour par Philippe Dunoyer qui recueille 59,15 % des voix.

#### Présidente de l'Assemblée de la province Sud
En mai 2019, la coalition L'Avenir en confiance, dont Sonia Backès est tête de liste, remporte les élections provinciales, avec vingt élus sur quarante (plus de 40 % des suffrages)[réf. nécessaire]. Le 17 mai, dans l'hémicycle de l'assemblée provinciale, Sonia Backès, affronte au premier tour Rock Wamytan du FLNKS et Milakulo Tukumuli de L'Éveil océanien. Au second tour de scrutin, vingt-troix voix propulsent Sonia Backès présidente de la province Sud,
Le 22 mars 2020, dès l'annonce faite de la mise en place d'un confinement strict pour éviter une propagation de l'épidémie de Covid-19, Sonia Backès invite la population de la province Sud à un « auto-confinement ». Deux jours plus tard, la présidente de la province Sud commande un million de masques chirurgicaux, 50 000 masques FFP2, de l'hydroxychloroquine et de l'azithromycine.
Le 14 juillet 2024, Sonia Backès plaide dans un discours jugé comme virulent, pour une séparation des provinces sur un modèle jugé proche de l’apartheid, dans lequel elle affirme que « les descendants d'Européens et la population kanak ne partagent pas les mêmes valeurs ».
Elle compare ainsi les populations kanakes et européennes à « l'eau et l'huile qui ne se mélangent pas », pointant « les différences entre les deux populations dans leur manière de vivre en société, par la place qui est faite aux femmes par exemple », ou « dans leurs systèmes politiques, féodal pour les uns et démocratique pour les autres »,.
Elle évoque le drapeau kanak qui serait devenu selon elle « un symbole entaché de terreur » et accuse les indépendantistes « d'avoir sciemment organisé des mouvements de population dans le but de submerger et de prendre la province sud ».
La séparation de la Nouvelle-Calédonie en plusieurs provinces serait ainsi pour elle une solution pour que « chacun des peuples puisse enfin s'épanouir selon ses propres aspirations ».
Elle s'oppose à l'accord de Nouméa qui ne permet pas cette séparation, qu'elle qualifie de « trahison ». Elle dénonce également dans son discours les « exactions abjectes », les « basses œuvres » et les « actes barbares » des militants de la Cellule de coordination des actions de terrain (CCAT) du FLNKS, qu'elle qualifie de « personnes ivres de haines », « qui insultent notre histoire » et pointent un « projet politique mortifère », à savoir l'indépendance de la Nouvelle-Calédonie.

#### Secrétaire d'État chargée de la Citoyenneté
Le 4 juillet 2022, à 46 ans, Sonia Backès est nommée secrétaire d’État à la Citoyenneté dans le second gouvernement d’Élisabeth Borne, auprès de Gérald Darmanin, ministre de l’Intérieur. Elle entend conserver la présidence de la province Sud de la Nouvelle-Calédonie.
En septembre 2022, elle nomme conseiller spécial Brieuc Frogier, un autre élu néo-calédonien, ancien soutien d'Éric Zemmour rallié ensuite à Emmanuel Macron. Après une polémique, il quitte son poste dès le 7 septembre,.
Candidate aux élections pour un siège de sénatrice en Nouvelle-Calédonie le 24 septembre 2023, elle est battue au second tour par l'indépendantiste Robert Xowie, obtenant 44,3 % des voix exprimées. Après un entretien avec Emmanuel Macron, elle présente sa démission du gouvernement le 27 septembre 2023. Cette démission est officialisée par un décret du 10 octobre 2023, date à laquelle elle est remplacée par Sabrina Agresti-Roubache.